# Vaux-en-Beaujolais
Vaux-en-Beaujolais ist eine französische Gemeinde mit 1.153 Einwohnern (Stand: 1. Januar 2022) im Département Rhône in der Region Auvergne-Rhône-Alpes. Die Gemeinde gehört zum Arrondissement Villefranche-sur-Saône und zum Kanton Gleizé.

## Geographie
Vaux-en-Beaujolais liegt rund zwölf Kilometer nordwestlich von Villefranche-sur-Saône im Weinbaugebiet Beaujolais. Das Gemeindegebiet wird vom Flüsschen Vauxonne durchquert.

### Nachbargemeinden
Umgeben wird Vaux-en-Beaujolais von den Nachbargemeinden Le Perréon im Norden, Salles-Arbuissonnas-en-Beaujolais im Osten, Blacé im Südosten, Montmelas-Saint-Sorlin und Rivolet im Süden, Saint-Cyr-le-Chatoux im Westen und Südwesten sowie Lamure-sur-Azergues im Westen.

## Bevölkerungsentwicklung
| Jahr                       | 1962 | 1968 | 1975 | 1982 | 1990 | 1999 | 2006 | 2013 |
| Einwohner                  | 578  | 606  | 595  | 620  | 669  | 766  | 946  | 1060 |
| Quellen: Cassini und INSEE |      |      |      |      |      |      |      |      |

## Sehenswürdigkeiten

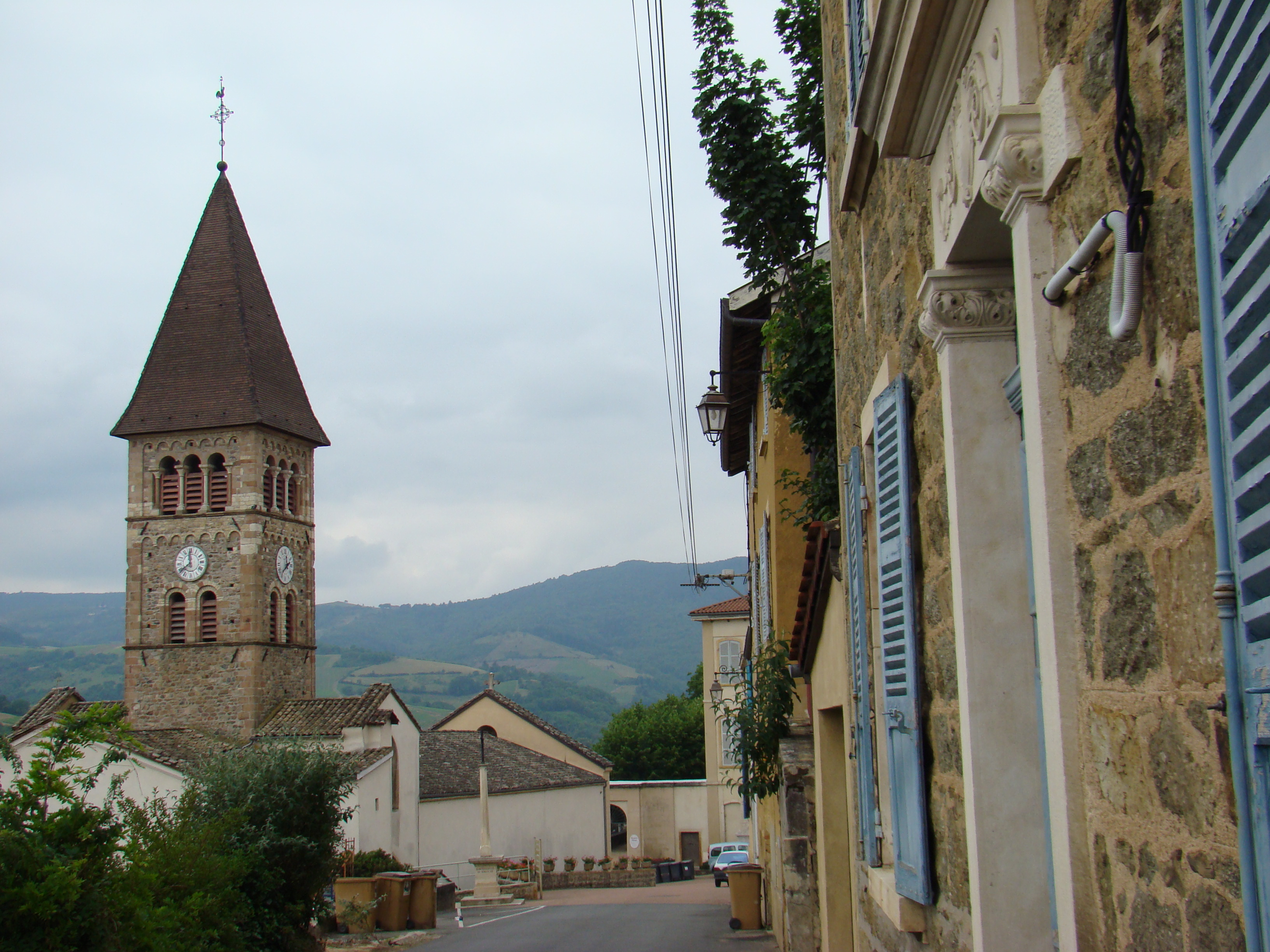
Kirchturm von Vaux-en-Beaujolais

- Kirche von Vaux-en-Beaujolais

## Trivia
Der Roman Clochemerle von Gabriel Chevallier (1895–1969) über einen fiktiven Ort im Beaujolais hat sein Vorbild in Vaux-en-Beaujolais. Das fiktive Stadtwappen wird teilweise so behandelt, als würde es zu Vaux-en-Beaujolais gehören.